# 仁慈圣母小堂 (戛纳)

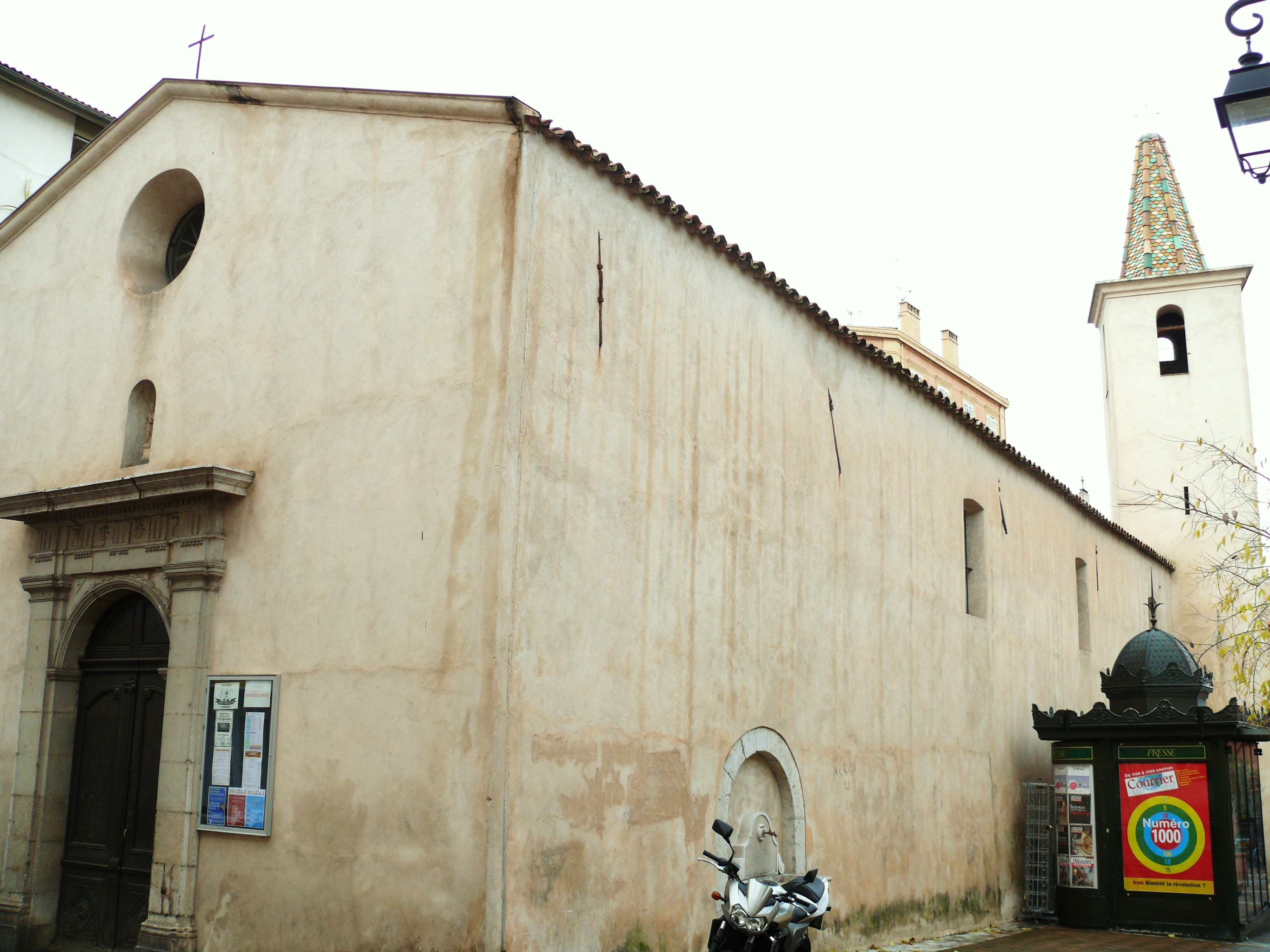

仁慈圣母小堂（法語：Chapelle Notre-Dame-de-la-Miséricorde）是法国戛纳的一座天主教小堂，原为黑衣忏悔者小堂（Pénitents noirs），毗邻福尔维尔市场（marché Forville）。

## 历史
该堂由黑衣忏悔者建于1617年。小堂在大革命期间出售。革命后恢复，但修院在1860年解散。
1933年6月6日，该堂列为法国历史古迹。